# 1899 en arts plastiques
| Années des arts plastiques : 1896 - 1897 - 1898 - 1899 - 1900 - 1901 - 1902    |
| Décennies des arts plastiques : 1860 - 1870 - 1880 - 1890 - 1900 - 1910 - 1920 |

Cette page concerne l'année 1899 en arts plastiques.

## Événements
- 8 octobre : fondation de la « colonie d’artistes » de Mathildenhöhe par le grand-duc Ernst Ludwig de Hesse, réunissant des architectes, peintres et sculpteurs.

## Œuvres

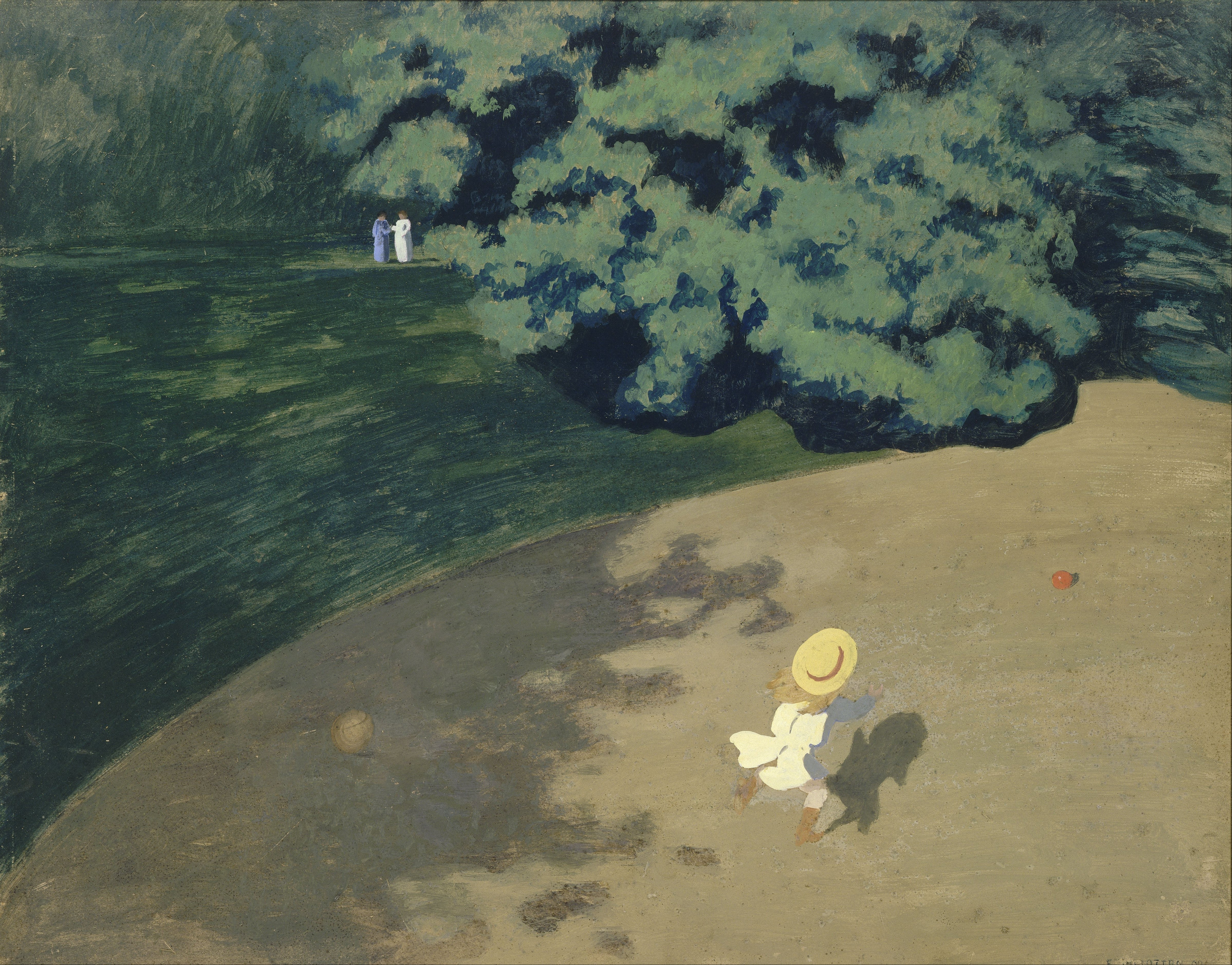
Le ballon, de Félix Vallotton.
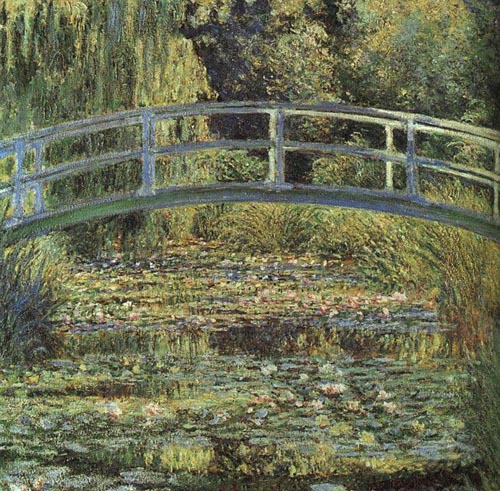
Le Bassin aux nymphéas, harmonie verte, de Monet.

## Naissances
- 11 janvier : Maurice Brianchon, peintre français († 1er mars 1979),
- 13 janvier : Rómulo Rozo, sculpteur et peintre mexicain († 17 août 1964),
- 18 janvier : Yvonne Chevalier, peintre et photographe française († 22 juin 1982),
- 20 janvier : Pierre Gandon, dessinateur et graveur français († 23 juillet 1990),
- 27 janvier : Alexandre Orloff, peintre russe et français († 3 avril 1979),
- 30 janvier : Tito Livio de Madrazo, peintre, affichiste et caricaturiste espagnol († 1979),
- 19 février : Lucio Fontana, peintre et sculpteur italien d'origine argentine († 7 septembre 1968),
- 24 février : Helmut Kolle, peintre allemand († 17 novembre 1931),
- 26 février : Charles Ventrillon-Horber, peintre français puis vénézuélien († 9 décembre 1977),
- 3 mars : Robert Nettleton Field, peintre, sculpteur, potier et professeur d'art plastique néo-zélandais († 18 février 1987),
- 8 mars : Jean d'Esparbès, peintre français († 4 décembre 1968),
- 3 avril : Francesco Menzio, peintre italien († 27 novembre 1979),
- 7 avril : Pierre Mirault, médecin, peintre, graveur et sculpteur français († 31 décembre 1982),
- 14 avril : Jean-Jacques Moreau, peintre et dessinateur français († 5 novembre 1927),
- 19 avril : Cemal Tollu, peintre turc († 26 juillet 1968),
- 24 avril : Louis Bissinger, peintre français († 25 février 1978),
- 1er mai : Solange Christauflour, peintre française († 28 novembre 1952),
- 8 mai : Roger Guit, peintre et dessinateur français († 23 mai 1978),
- 10 mai : Zhang Daqian, peintre chinois et taiwanais († 2 avril 1983),
- 14 mai : Eugène Pujol, peintre français († 14 janvier 1986),
- 19 mai : Sigismond Kolos-Vary, peintre et graveur hongrois († 23 juin 1983),
- 20 mai : Alexandre Deïneka, peintre, graphiste et sculpteur russe puis soviétique († 12 juin 1969),
- 21 mai : Eugène-Nestor de Kermadec, peintre abstrait français († 12 avril 1976),
- 22 mai : Kosta Hakman, peintre serbe puis yougoslave († 9 décembre 1961),
- 24 mai : Henri Michaux, peintre et poète français d'origine belge († 19 octobre 1984),
- 28 mai : Louis-Olivier Chesnay, peintre français († 6 juin 1999),
- 1er juin : Théo Eblé, peintre suisse († 2 mai 1974),
- 3 juin : Venusto Papini, peintre italien († 17 février 1980),
- 8 juin : Jean Daligault, prêtre, résistant, peintre et sculpteur français († 28 avril 1945),
- 17 juin : Fausto Pirandello, peintre italien († 30 novembre 1975),
- 18 juin : Maurice Blond, de son vrai nom Moïse Blumenkrantz, peintre et lithographe polonais († 20 octobre 1974),
- 22 juin : Charles Hug, peintre, dessinateur et illustrateur suisse († 7 mai 1979),
- 10 juillet : Charles de Kergariou, peintre français († 6 décembre 1956),
- 11 juillet : Jean Lec, chansonnier, peintre et écrivain français († juillet 1964),
- 12 juillet : Léon Lang, dessinateur, peintre et lithographe français († 18 décembre 1983),
- 13 juillet : Pierre Favier, peintre français († 18 septembre 1969),
- 15 juillet : Léon Louis Charles Roux, peintre français († 18 février 1995),
- 16 juillet : Božidar Jakac, peintre, graveur, professeur d'art, photographe et cinéaste austro-hongrois puis yougoslave († 12 novembre 1989),
- 20 juillet : Fritz Glarner, peintre américano-suisse († 18 septembre 1972),
- 22 juillet : Nicolas Poliakoff, peintre russe naturalisé français († 1er juillet 1976),
- 23 juillet : Jean-Francis Laglenne, peintre et décorateur de théâtre français († 6 janvier 1962),
- 26 juillet : Christian Caillard, peintre français († septembre 1985),
- 27 juillet : Nelly van Doesburg, danseuse, pianiste, peintre et artiste d'avant-garde néerlandaise († 1er octobre 1975),
- 1er août : Marguerite Allar, peintre et dessinatrice française († 22 janvier 1974),
- 5 août : Max Boullé, peintre et architecte mauricien († 18 mai 1965),
- 9 août : Éliane de Meuse, peintre belge († 3 février 1993),
- 10 août : Alexandre Frenel, peintre franco-israélien († 1981),
- 11 août : Jindřich Štyrský, peintre, poète, éditeur, photographe et dessinateur surréaliste austro-hongrois puis tchécoslovaque († 21 mars 1942),
- 12 août : Jean-Adrien Mercier, peintre, affichiste et illustrateur français († 15 mai 1995),
- 16 août : Leonardo Bounatian-Benatov, peintre russe puis soviétique († 24 mars 1972),
- 17 août :
  - Maurice-Antoine Drouard, peintre français († 12 mai 1965),
  - Paul Fenasse, peintre français († 1976),
- 26 août : Rufino Tamayo, peintre mexicain († 24 juin 1991),
- 30 août : Roger Nivelt, peintre et illustrateur français († 1er juin 1962),
- 31 août : Paul Smara, dessinateur français († 28 mai 1978),
- 2 septembre : André Thomas Rouault, peintre français († 20 mars 1982),
- 18 septembre : Carlos Botelho, peintre, illustrateur et caricaturiste portugais († 18 août 1982),
- 21 septembre : Albert Bertalan, peintre hongrois († 28 décembre 1957),
- 25 septembre : Ondřej Sekora, journaliste, illustrateur, écrivain et auteur de bande dessinée austro-hongrois puis tchécoslovaque († 4 juillet 1967),
- 27 septembre : Tadashi Kaminagai, peintre japonais († 14 juin 1982),
- 30 septembre : Jean Adler, peintre et sculpteur français († 1942),
- 3 octobre : Kayō Yamaguchi, peintre japonais († 16 mars 1984),
- 5 octobre :
  - Fernando Gerassi, peintre turc et espagnol († 1974),
  - Lucien Potronat, peintre et aquarelliste français († 3 novembre 1973),
- 7 octobre : Marcel Dyf, peintre français († 15 septembre 1985),
- 11 octobre :
  - Amadé Barth, peintre suisse († 29 août 1926),
  - André La Vernède, peintre et aquarelliste français († 1971),
- 22 octobre : Salvador Salazar Arrué, écrivain, peintre et diplomate salvadorien († 27 novembre 1975),
- 25 octobre : Micheál Mac Liammóir, acteur, dramaturge, impresario, écrivain, poète et peintre irlandais d'origine britannique († 6 mars 1978),
- 29 octobre : Louis Suire, peintre et éditeur français († 18 janvier 1987),
- 4 novembre : Chana Kowalska, peintre et journaliste juive d'origine polonaise († 1942),
- 10 novembre : Greta Knutson, peintre moderniste suédoise puis française († 6 mars 1983),
- 13 novembre : Tadeusz Kulisiewicz, peintre polonais († 18 août 1988),
- 14 novembre : François Barraud, peintre, dessinateur graveur et sculpteur suisse († 11 septembre 1934),
- 1er décembre : Eileen Agar, peintre et photographe anglaise († 17 novembre 1991),
- 2 décembre : Jean Gorin, peintre et sculpteur français († 29 mars 1981),
- 3 décembre : Béatrice Appia, peintre française d'origine suisse († 30 septembre 1998),
- 4 décembre : Elfriede Lohse-Wächtler, peintre allemande († 31 juillet 1940),
- 18 décembre :
  - Karl Abt, peintre allemand († 28 novembre 1985),
  - Antonio Ligabue, peintre italien († 27 mai 1965),
- 26 décembre : Raymond Besse, peintre français († 5 mars 1969),
- ? :
  - Maurice Blond, peintre polonais († 22 octobre 1974),
  - Anselme Boix-Vives, peintre français d'origine espagnole († 1969),
  - Armand Brugnaud, peintre français († 1961),
  - Maurice Deschodt, peintre français († 1971),
  - Ide Gakusui, dessinateur d'estampes japonais († 1978),
  - Jacques Gotko, peintre et chef décorateur français († 2 janvier 1944),
  - Gérard Laenen, peintre et sculpteur belge († 1980),
  - Henri-Martin Lamotte, peintre français († 1967),
  - Josine Souweine, sculptrice belge († 1983),
  - Sadami Yokote, peintre figuratif japonais († 1931).

## Décès
- 23 janvier : German von Bohn, peintre d'histoire allemand (° 25 février 1812),
- 27 janvier : Abel-Maurice Bianchi, sculpteur français (° 2 mai 1865),
- 29 janvier : Alfred Sisley, peintre de nationalité britannique (° 30 octobre 1839),
- 2 février : Halfdan Egedius, peintre, dessinateur et graveur norvégien (° 5 mai 1877),
- 5 février : Henry Vianden, lithographe  et graveur américain d'origine allemande (° 9 juillet 1814),
- 4 mars : Hubert Clerget, peintre et lithographe français (° 28 juillet 1818),
- 16 mars : Giorgio Bandini, peintre italien (° 17 avril 1830),
- 19 avril : Jules Pecher, peintre et sculpteur belge (° 4 janvier 1830),
- 5 mai : Luigi Sabatelli, peintre italien (° 12 février 1818),
- 18 mai : Pierre-Honoré Hugrel, peintre français (° 17 novembre 1827),
- 25 mai : Rosa Bonheur, peintre et sculptrice française (° 16 mars 1822),
- 3 juin : Auguste Baud-Bovy, peintre suisse (° 13 février 1848),
- 18 juin : Maurice Dumont, peintre, graveur et homme de presse français (° 30 décembre 1869),
- 31 juillet : Louis Dauvergne, peintre français (° 26 mars 1828),
- 4 août : Eugène Damas, peintre français (° 9 mars 1844),
- 16 août : Jean-Marie Villard, instituteur français devenu photographe et peintre (° 3 janvier 1828),
- 5 septembre : Louis Morel-Retz, peintre, caricaturiste et graveur français (° 3 juin 1825),
- 8 septembre : Wilhelm Amberg, peintre allemand (° 25 février 1822),
- 11 septembre : Filippo Palizzi, peintre italien (° 16 juin 1818),
- 28 septembre : Giovanni Segantini, peintre italien (° 15 janvier 1858),
- 14 octobre : Piotr Petrovitch Sokolov, aquarelliste et illustrateur russe (° 1821),
- 14 novembre : Daniel Dupuis, peintre, sculpteur et graveur-médailleur français (° 17 février 1849),
- 19 novembre : Yan' Dargent, peintre breton (° 15 octobre 1824),
- 26 novembre : Henri Georges Caïus Morisset, peintre portraitiste français (° 20 septembre 1841),
- 7 décembre : Juan Luna, peintre philippin († 23 octobre 1857),
- 8 décembre : François Sodar, peintre d’histoire, portraitiste et professeur de dessin d'origine belge (° 8 mars 1827),
- 15 décembre : 
  - Alberto Pasini, peintre italien (° 3 septembre 1826),
  - Léon Viardot, peintre français (° 1er décembre 1805),

- 23 décembre : Dominique Antoine Magaud, peintre français (° 4 août 1817),
- 27 décembre : Henri Evenepoel, peintre belge (° 2 octobre 1872),